# Европейски комисар по защитата на потребителите
Европейският комисар по защитата на потребителите е член на Европейската комисия, отговарящ за защитата на потребителите.
Ресорът е създаден от 1 януари 2007 във връзка с присъединяването на България към ЕС. Дотогава отговорен за защитата на потребителите е бил комисарят за здравеопазването и защитата на потребителите (заеман от Маркос Киприану до 2007).
Меглена Кунева е одобрена да заеме поста от Европейския парламент на 12 декември 2006 г. с 583 гласа „за“, 21 „против“ и 28 „въздържали се“. На 22 януари 2007 тя полага тържествено клетва в качеството си на европейски комисар по защитата на потребителите в Съда на Европейските общности със седалище в Люксембург.